# ピンクのゆ〜じ
ピンクのゆ〜じ（1975年9月30日 - ）は、日本のタレント。宮城県出身。
所属事務所はソーシャルイマジンプロダクション。
仙台で活動「ピンクのゆ〜じ」と呼ばれている。
スターダストプロモーションの新イケメンユニット「EBiDAN」（恵比寿学園男子部）のチアリーダー部顧問に就任。

## 人物
- 金髪のロングヘアーに全身ピンクの姿で、持ち物も全てピンク。
- かなりの野球マニア。
- 2014年2月15日、アイスリボンの特別リングアナウンサーとして登場。
- 2016年7月31日、プロレスリングDEWAにてプロレスに挑戦し菊地毅とタッグを組む。それ以前に同団体では特別リングアナウンサーを務めていた。

### 嗜好・趣味
- ピンクが好き。可愛いものが大好き。アイドル性のあるモノが好き。
- スポーツ観戦が趣味で、女子ゴルフ・女子バレー・女子プロレス・プロ野球・女子プロ野球が好き。
- スポーツチームでは千葉ロッテマリーンズ、久光製薬スプリングス、bjリーグ・仙台89ERSを愛す。
- 女子プロレスラーの中ではSareeeを好む。
- 女子ゴルファーでは香妻琴乃を好む。
- 本人のブログによるとベンチプレスは230kgを挙げる。

## 出演

### テレビ
- ナニコレ珍百景 （2009年12月、テレビ朝日）
- モヤモヤさまぁ〜ず2 （2014年8月、テレビ東京）
- 千鳥のロコスタ